# Títos Patríkios
 (octobre 2012).
Títos Patríkios (en grec moderne : Τίτος Πατρίκιος, né à Athènes le 21 mai 1928) est  un écrivain et un poète grec.

## Biographie
Son père, Spyros, et sa mère, Lela, sont acteurs et Titos Patrikios grandit dans un environnement artistique. 
Il fait des études de droit à l'Université d'Athènes. Très jeune, il prend part à la Résistance grecque face à l'occupation allemande et échappe de peu à la mort. Il publie son premier poème dans une revue littéraire en 1943, sous le titre Si tu trouves. Pendant la dictature militaire qui suit la guerre civile, il est arrêté en raison de son engagement à gauche, emprisonné et déporté sur les îles de Makronissos puis d'Aï-Stratis pendant trois ans. Il y noue des liens avec des intellectuels et poètes communistes, et notamment avec Yánnis Rítsos. Il est ensuite exilé à Paris et à Rome, une première fois de 1959 à 1964 puis de 1967 à 1975. 
Il publie son premier recueil de poèmes en 1954 et contribue à la création de la revue Epitheórisi Téchnis, Revue d'Art. Pendant son exil en France, il étudie la sociologie et la philosophie à l'École pratique des hautes études et à  la Sorbonne. Il travaillera ensuite comme avocat, journaliste, traducteur et chercheur en sociologie. Il fut longtemps conseiller scientifique auprès de l'Unesco.

## Son œuvre
Son œuvre est profondément marquée par son engagement politique et par son expérience de l'emprisonnement et de l'exil. Ainsi reviennent fréquemment les thèmes de l'affrontement, de l'isolement, de la pauvreté mais aussi du corps souffrant et du corps désirant. Profondément morale, son œuvre est sans illusion sur l'aventure humaine et singulièrement critique sur le monde tel qu'il va ; toutefois, poésie de résistance, elle affirme également qu'il faut, malgré tout, prendre part à la vie de la cité et défendre les valeurs qui font de l'individu un homme libre. Elle sait aussi faire sa part au recueillement. Et c'est à la poésie qu'il revient d'éclairer autant qu'il se peut le parcours de tout homme. 
| Επισκοπώντας τα πράγματα που έχουν ήδη γίνει Η ποίηση ψάχνει για απαντήσεις σ’ερωτήματα που δεν έχουν ακόμα τεθεί. | Passant en revue les choses qui ont déjà été réalisées La poésie cherche des réponses à des questions qui n’ont pas encore été posées. |

Il est également essayiste et traducteur de Balzac, Lukács, Stendhal, Aragon, Paul Valéry, Neruda, Maïakovski, Saint-John Perse. Il a réalisé un certain nombre de documentaires, consacrés pour la plupart à la période de la Dictature des colonels en Grèce. 
Il reçoit en 1992 le Prix international de poésie de Salerno et en 1994 le Grand Prix d’État de poésie pour l'ensemble de son œuvre. En 2004, l'État grec le nomme président de l’Olympiade culturelle chargé de l'élaboration du "volet culturel" des Jeux Olympiques. Il est l'un des trois poètes grecs invités pour Les Belles Étrangères de 1990.